# Veza Canetti
Pour les articles homonymes, voir Canetti.
Œuvres principales
Die gelbe Straße (1932)
Veza Canetti, de son nom de jeune fille Venetiana Taubner-Calderon, née le 21 novembre 1897 à Vienne en Autriche-Hongrie et morte le 1er mai 1963 à Londres au Royaume-Uni est un écrivain autrichien. Elle est la première épouse d'Elias Canetti.

## Biographie
Venetiana Taubner-Calderon naît à Vienne d'un père juif hongrois et d'une mère judéo-espagnole originaire de Bosnie. En 1934, elle épouse Elias Canetti. Le couple quitte l'Autriche en 1938, avec l'Anschluss et l'entrée de la Wehrmacht. Après un passage à Paris, les Canetti s'installent à Londres.

## Œuvre
Veza Canetti a peu publié de son vivant : des histoires courtes en Autriche avant 1938, et également dans le journal en exil Neue Deutsche Blätter créé à Prague par Wieland Herzfelde. Si elle continue d'écrire en exil, son œuvre reste longtemps inédite, avant d'être redécouverte à la fin des années 1980. Les textes de Veza Canetti sont vus comme comptant parmi les meilleurs de la littérature de l'époque. Le Carl Hanser Verlag a publié cinq volumes comprenant les romans, des histoires courtes et des pièces de théatre.

## Ouvrages

### Fiction
- 1989, Die gelbe Straße, roman, Carl Hanser Verlag
- 1991, Geduld bringt Rosen, récits, Carl Hanser Verlag
- 1990, Der Oger, théatre, Carl Hanser Verlag
- 1999, Die Schildkröten, roman, Carl Hanser Verlag
- 2001, Der Fund, récits et théatre, Carl Hanser Verlag

### Correspondance
- Veza Canetti et Elias Canetti, 2006, Briefe an Georges, éditées par Karen Lauer et Kristian Wachinger, Carl Hanser Verlag

## Sources
- (de) Biographie sur le site Exil-Archiv
- (de) Wilhelm Sternfeld, Eva Tiedemann, 1970, Deutsche Exil-Litteratur 1933-1945 deuxième édition augmentée, Heidelberg, Verlag Lambert Schneider.